# Liste nationaler Treffen der Kommunistischen Partei Chinas

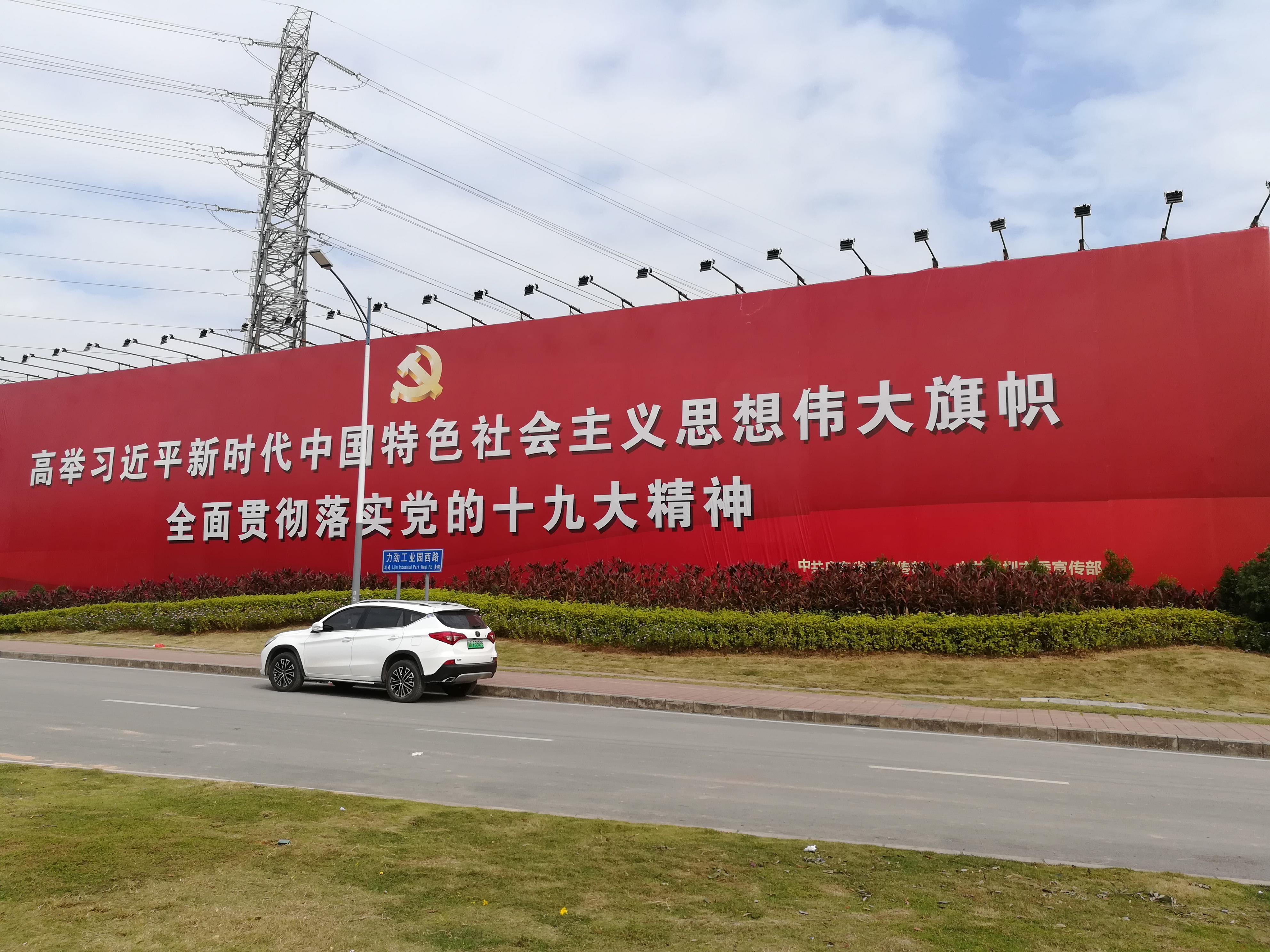
Das großartige Banner von Xi Jinpings Ideen des Sozialismus chinesischer Prägung im neuen Zeitalter hochhalten, den Geistes des 19. Parteitags der KP Chinas vollständig umsetzen (politischer Slogan im Stadtbezirk
Longhua in der Stadt Shenzhen in der chinesischen Provinz Guangdong)

Die Liste nationaler Treffen der Kommunistischen Partei Chinas (chinesisch 中国共产党的重要会议, Pinyin Zhōngguó gòngchǎndǎng de zhòngyào huìyì – „Wichtige Treffen der Kommunistischen Partei Chinas“) enthält die Nationalen Parteitage (die seit Maos Tod alle fünf Jahre stattfinden), die Delegiertenkonferenzen sowie die Plena (Plenarsitzungen / Plenartagungen) des Politbüros und des Zentralkomitees (in Auswahl). Der 1. Parteitag mit 13 Delegierten fand vom 23. Juli bis 2. August 1921 in Shanghai und Jiaxing statt.

## Übersicht
Die folgende Übersicht erhebt keinen Anspruch auf Aktualität oder Vollständigkeit.

### Parteitage

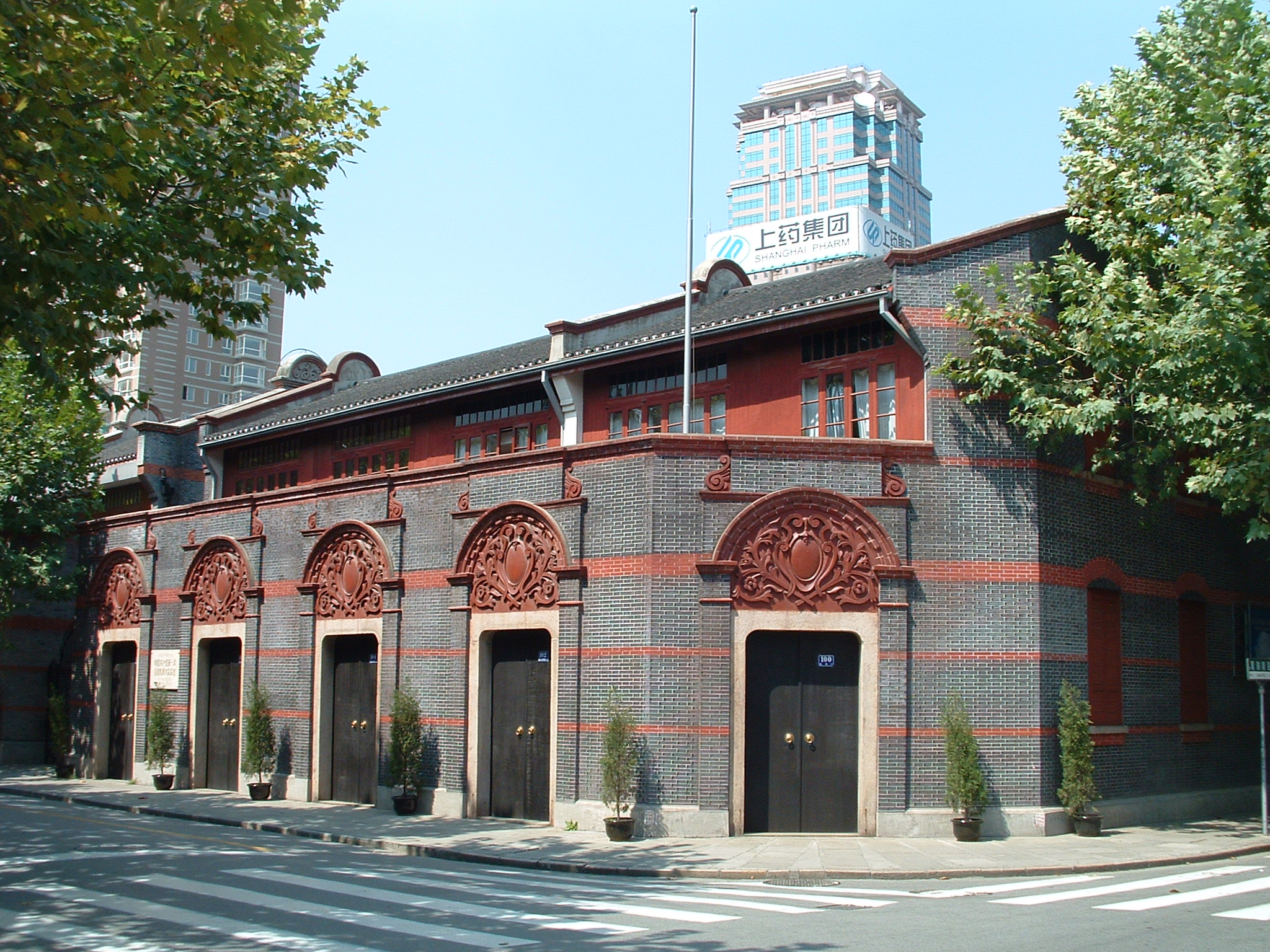
Die historische Stätte des Gründungskongresses der Kommunistischen Partei Chinas in Shanghai (in der ehemaligen französischen Konzession), heute Teil der Denkmalliste der Volksrepublik China

| Nationale Parteitage | Ort               | Zeit                                     | Zahl der Vertreter | Parteimitglieder (insgesamt) |
| -------------------- | ----------------- | ---------------------------------------- | ------------------ | ---------------------------- |
| 1. (1921)            | Shanghai, Jiaxing | 23. Juli bis 30. Juli 1921 und 2. August | 13                 | 57                           |
| 2. (1922)            | Shanghai          | 16.–23. Juli 1922                        | 12                 | 195                          |
| 3. (1923)            | Guangzhou         | 12.–20. Juni 1923                        | mehr als 30        | 420                          |
| 4. (1925)            | Shanghai          | 11.–22. Januar 1925                      | 20                 | 994                          |
| 5. (1927)            | Wuhan             | 27. April bis 9. Mai 1927                | 82                 | 57967                        |
| 6. (1928)            | Moskau            | 18. Juni bis 11. Juli 1928               | 34                 | 130.000                      |
| 7. (1945)            | Yan’an            | 23. April bis 11. Juni 1945              | 755                | 1,21 Millionen               |
| 8. (1956)            | Peking            | 15.–27. September 1956                   | 1026               | 10,73 Millionen              |
| 9. (1969)            | Peking            | 1.–24. April 1969                        | 1512               | 22 Millionen                 |
| 10. (1973)           | Peking            | 24.–28. August 1973                      | 1249               | 28 Millionen                 |
| 11. (1977)           | Peking            | 12.–18. August 1977                      | 1510               | 35 Millionen                 |
| 12. (1982)           | Peking            | 1.–11. September 1982                    | 1545               | 39,65 Millionen              |
| 13. (1987)           | Peking            | 25. Oktober bis 1. November 1987         | 1936               | 46 Millionen                 |
| 14. (1992)           | Peking            | 12.–18. Oktober 1992                     | 1989               | 51 Millionen                 |
| 15. (1997)           | Peking            | 12.–18. September 1997                   | 2074               | 59 Millionen                 |
| 16. (2002)           | Peking            | 8.–14. November 2002                     | 2114               | 66 Millionen                 |
| 17. (2007)           | Peking            | 15.–21. Oktober 2007                     | 2213               | 73,363 Millionen             |
| 18. (2012)           | Peking            | 8.–14. November 2012                     | 2270               | 82,602 Millionen             |
| 19. (2017)           | Peking            | 18. bis 24. Oktober 2017                 | 2280               | 89 Millionen                 |
| 20. (2022)           | Peking            | 2022                                     |                    |                              |

### Delegiertenkonferenzen
- 1. (1937) in Yan’an (Nationale Konferenz der Sowjetdelegierten)
- 2. (1955) in Peking (während des 7. Parteitags der KP Chinas)
- 3. (1985) in Peking (während des 12. Parteitags der KP Chinas)

### Plena des Politbüros und des Zentralkomitees
- Gutian-Konferenz (1929) (9. Konferenz des 4. Korps der Roten Armee der KP Chinas)
- Ningdu-Konferenz (1932) (Tagung des Zentralbüros der Sowjetgebiete der Kommunistischen Partei Chinas)
- Zunyi-Konferenz (1935)
- Lushan-Konferenz (1959)

| Treffen                                  | Ort                | Zeit                               |
| ---------------------------------------- | ------------------ | ---------------------------------- |
| 1. Plenartagung des 6. ZK der KP Chinas  | Moskau             | 19. Juli 1928                      |
| 2. Plenartagung des 6. ZK der KP Chinas  | Shanghai           | 25.–30. Juni 1929                  |
| 3. Plenartagung des 6. ZK der KP Chinas  | Shanghai           | 24.–28. September 1930             |
| 4. Plenartagung des 6. ZK der KP Chinas  | Shanghai           | 7. Januar 1931                     |
| 5. Plenartagung des 6. ZK der KP Chinas  | Ruijin             | 15.–18. Januar 1934                |
| 6. Plenartagung des 6. ZK der KP Chinas  | Yan’an             | 29. September bis 6. November 1938 |
| 7. Plenartagung des 6. ZK der KP Chinas  | Yan’an             | 21. Mai 1944 bis 20. April 1945    |
| 1. Plenartagung des 7. ZK der KP Chinas  | Yan’an             | 19. Juni 1945                      |
| 2. Plenartagung des 7. ZK der KP Chinas  | Xibaipo (Pingshan) | 5.–13. März 1949                   |
| 3. Plenartagung des 7. ZK der KP Chinas  | Peking             | 6.–9. Juni 1950                    |
| 4. Plenartagung des 7. ZK der KP Chinas  | Peking             | 6.–10. Februar 1954                |
| 1. Plenartagung des 8. ZK der KP Chinas  | Peking             | 28. September 1956                 |
| 2. Plenartagung des 8. ZK der KP Chinas  | Peking             | 10.–15. November 1956              |
| 3. Plenartagung des 8. ZK der KP Chinas  | Peking             | 20. September bis 9. Oktober 1957  |
| 4. Plenartagung des 8. ZK der KP Chinas  | Peking             | 3. Mai 1958                        |
| 5. Plenartagung des 8. ZK der KP Chinas  | Peking             | 25. Mai 1958                       |
| 6. Plenartagung des 8. ZK der KP Chinas  | Wuchang            | 28. November bis 10. Dezember 1958 |
| 7. Plenartagung des 8. ZK der KP Chinas  | Shanghai           | 2.–5. April 1959                   |
| 8. Plenartagung des 8. ZK der KP Chinas  | Lu Shan            | 2.–16. August 1959                 |
| 9. Plenartagung des 8. ZK der KP Chinas  | Peking             | 14.–18. Januar 1961                |
| 10. Plenartagung des 8. ZK der KP Chinas | Peking             | 24.–27. September 1962             |
| 11. Plenartagung des 8. ZK der KP Chinas | Peking             | 1.–12. August 1966                 |
| 12. Plenartagung des 8. ZK der KP Chinas | Peking             | 13.–31. Oktober 1968               |
| 1. Plenartagung des 9. ZK der KP Chinas  | Peking             | 28. April 1969                     |
| 2. Plenartagung des 9. ZK der KP Chinas  | Lushan             | 23. August bis 6. September 1970   |
| 1. Plenartagung des 10. ZK der KP Chinas | Peking             | 30. August 1973                    |
| 2. Plenartagung des 10. ZK der KP Chinas | Peking             | 8.–10. Januar 1975                 |
| 3. Plenartagung des 10. ZK der KP Chinas | Peking             | 16.–21. Juli 1977                  |
| 1. Plenartagung des 11. ZK der KP Chinas | Peking             | 19. August 1977                    |
| 2. Plenartagung des 11. ZK der KP Chinas | Peking             | 18.–23. Februar 1978               |
| 3. Plenartagung des 11. ZK der KP Chinas | Peking             | 18.–22. Dezember 1978              |
| 4. Plenartagung des 11. ZK der KP Chinas | Peking             | 25.–28. September 1979             |
| 5. Plenartagung des 11. ZK der KP Chinas | Peking             | 23.–29. Februar 1980               |
| 6. Plenartagung des 11. ZK der KP Chinas | Peking             | 27.–29. Juni 1981                  |
| 7. Plenartagung des 11. ZK der KP Chinas | Peking             | 6. August 1982                     |
| 1. Plenartagung des 12. ZK der KP Chinas | Peking             | 12.–13. September 1982             |
| 2. Plenartagung des 12. ZK der KP Chinas | Peking             | 11.–12. Oktober 1983               |
| 3. Plenartagung des 12. ZK der KP Chinas | Peking             | 20. Oktober 1984                   |
| 4. Plenartagung des 12. ZK der KP Chinas | Peking             | 16. September 1985                 |
| 5. Plenartagung des 12. ZK der KP Chinas | Peking             | 24. September 1985                 |
| 6. Plenartagung des 12. ZK der KP Chinas | Peking             | 28. September 1986                 |
| 7. Plenartagung des 12. ZK der KP Chinas | Peking             | 20. Oktober 1987                   |
| 1. Plenartagung des 13. ZK der KP Chinas | Peking             | 2. November 1987                   |
| 2. Plenartagung des 13. ZK der KP Chinas | Peking             | 15.–19. März 1988                  |
| 3. Plenartagung des 13. ZK der KP Chinas | Peking             | 26.–30. September 1988             |
| 4. Plenartagung des 13. ZK der KP Chinas | Peking             | 23.–24. Juni 1989                  |
| 5. Plenartagung des 13. ZK der KP Chinas | Peking             | 6.–9. November 1989                |
| 6. Plenartagung des 13. ZK der KP Chinas | Peking             | 9.–12. März 1990                   |
| 7. Plenartagung des 13. ZK der KP Chinas | Peking             | 25.–30. Dezember 1990              |
| 8. Plenartagung des 13. ZK der KP Chinas | Peking             | 25.–29. November 1991              |
| 9. Plenartagung des 13. ZK der KP Chinas | Peking             | 5.–9. Oktober 1992                 |
| 1. Plenartagung des 14. ZK der KP Chinas | Peking             | 19. Oktober 1992                   |
| 2. Plenartagung des 14. ZK der KP Chinas | Peking             | 5.–7. März 1993                    |
| 3. Plenartagung des 14. ZK der KP Chinas | Peking             | 11.–14. November 1993              |
| 4. Plenartagung des 14. ZK der KP Chinas | Peking             | 25.–28. September 1994             |
| 5. Plenartagung des 14. ZK der KP Chinas | Peking             | 25.–28. September 1995             |
| 6. Plenartagung des 14. ZK der KP Chinas | Peking             | 7.–10. Oktober 1996                |
| 7. Plenartagung des 14. ZK der KP Chinas | Peking             | 6.–9. September 1997               |
| 1. Plenartagung des 15. ZK der KP Chinas | Peking             | 19. September 1997                 |
| 2. Plenartagung des 15. ZK der KP Chinas | Peking             | 25.–26. Februar 1998               |
| 3. Plenartagung des 15. ZK der KP Chinas | Peking             | 12.–14. Oktober 1998               |
| 4. Plenartagung des 15. ZK der KP Chinas | Peking             | 19.–22. September 1999             |
| 5. Plenartagung des 15. ZK der KP Chinas | Peking             | 9.–11. Oktober 2000                |
| 6. Plenartagung des 15. ZK der KP Chinas | Peking             | 24.–26. September 2001             |
| 7. Plenartagung des 15. ZK der KP Chinas | Peking             | 3. bis 5. November 2002            |
| 1. Plenartagung des 16. ZK der KP Chinas | Peking             | 15. November 2002                  |
| 2. Plenartagung des 16. ZK der KP Chinas | Peking             | 24.–26. Februar 2003               |
| 3. Plenartagung des 16. ZK der KP Chinas | Peking             | 11.–14. Oktober 2003               |
| 4. Plenartagung des 16. ZK der KP Chinas | Peking             | 16. bis 19. September 2004         |
| 5. Plenartagung des 16. ZK der KP Chinas | Peking             | 8.–11. Oktober 2005                |
| 6. Plenartagung des 16. ZK der KP Chinas | Peking             | 8.–11. Oktober 2006                |
| 7. Plenartagung des 16. ZK der KP Chinas | Peking             | 9.–12. Oktober 2007                |
| 1. Plenartagung des 17. ZK der KP Chinas | Peking             | 22. Oktober 2007                   |
| 2. Plenartagung des 17. ZK der KP Chinas | Peking             | 25. bis 27. Februar 2008           |
| 3. Plenartagung des 17. ZK der KP Chinas | Peking             | 9.–12. Oktober 2008                |
| 4. Plenartagung des 17. ZK der KP Chinas | Peking             | 15.–18. September 2009             |
| 5. Plenartagung des 17. ZK der KP Chinas | Peking             | 15.–18. Oktober 2010               |
| 6. Plenartagung des 17. ZK der KP Chinas | Peking             | 15.–18. Oktober 2011               |
| 1. Plenartagung des 18. ZK der KP Chinas | Peking             | 15. November 2012                  |
| 2. Plenartagung des 18. ZK der KP Chinas | Peking             | 26. bis 28. Februar 2013           |
| 3. Plenartagung des 18. ZK der KP Chinas | Peking             | 9.–12. November 2013               |
| 4. Plenartagung des 18. ZK der KP Chinas | Peking             | 20. bis 23. Oktober 2014           |
| 5. Plenartagung des 18. ZK der KP Chinas | Peking             | 26.–29. Oktober 2015               |
| 6. Plenartagung des 18. ZK der KP Chinas | Peking             | 24.–27. Oktober 2016               |
| 7. Plenartagung des 18. ZK der KP Chinas | Peking             | 11. bis 14. Oktober 2017           |
| 1. Plenartagung des 19. ZK der KP Chinas | Peking             | 25. Oktober 2017                   |
| 2. Plenartagung des 19. ZK der KP Chinas | Peking             | 18.–19. Januar 2018                |
| 3. Plenartagung des 19. ZK der KP Chinas | Peking             | 26.–28. Februar 2018               |
| 4. Plenartagung des 19. ZK der KP Chinas | Peking             | Oktober 2019                       |

### Sonstige
- Zentrale Wirtschaftsarbeitskonferenz